# TOHOシネマズららぽーと船橋
TOHOシネマズららぽーと船橋（トウホウシネマズららぽーとふなばし）は、TOHOシネマズ株式会社が経営・運営するシネマコンプレックス。千葉県船橋市の「ららぽーとTOKYO-BAY」西館3階にある。
なお、以下では過去にあった「シネシックス」「ららぽーとシネマ10」「TOHOシネマズ船橋ららぽーと」についても記載している。

## シネシックス～ららぽーとシネマ10
1988年3月25日 に『シネシックス』（6スクリーン、東宝系：ららぽーと東宝、スカラ、プラザ／松竹系：松竹、セントラル1、セントラル2）として南館にオープン。その後1993年頃に東宝系の「シネ1」「シネ2」および東映系の「東映」「ミラノ」が追加され『ららぽーとシネマ10』へ改称し、10スクリーン体制となる。
運営・経営
- 1988年（昭和63年）3月25日 - 東宝系（経営：東宝／運営：東宝関東興行）／松竹
- 1993年（平成5年）頃 - 東宝系（経営：東宝／運営：東宝関東興行）／松竹／東映
- 2002年（平成14年）3月1日 - 東宝系（経営：東宝／運営：東宝東日本興行）／松竹／東映

## TOHOシネマズ船橋ららぽーと
2004年7月16日に改装休館を経て『TOHOシネマズ船橋ららぽーと』として改称し、5スクリーンのみ先行開業。同年10月30日に残りの5スクリーンについても営業再開し全面開業となった。2013年11月16日に西館3階（現在のTOHOシネマズららぽーと船橋）へ移転のため営業終了となった。
これまで運営についていた松竹および東映が撤退し、東宝系による一体運営となった。また2010年2月28日に津田沼パルコB館内にあった津田沼テアトルシネパークが閉館して以降は、当シネコンが船橋市内唯一の常設映画館となった。
運営・経営
- 2004年（平成16年）10月30日 - 東宝経営、東宝東日本興行運営
- 2006年（平成18年）10月1日 - TOHOシネマズ経営、東宝東日本興行運営
- 2008年（平成20年）3月1日 - TOHOシネマズ運営および経営

## TOHOシネマズららぽーと船橋

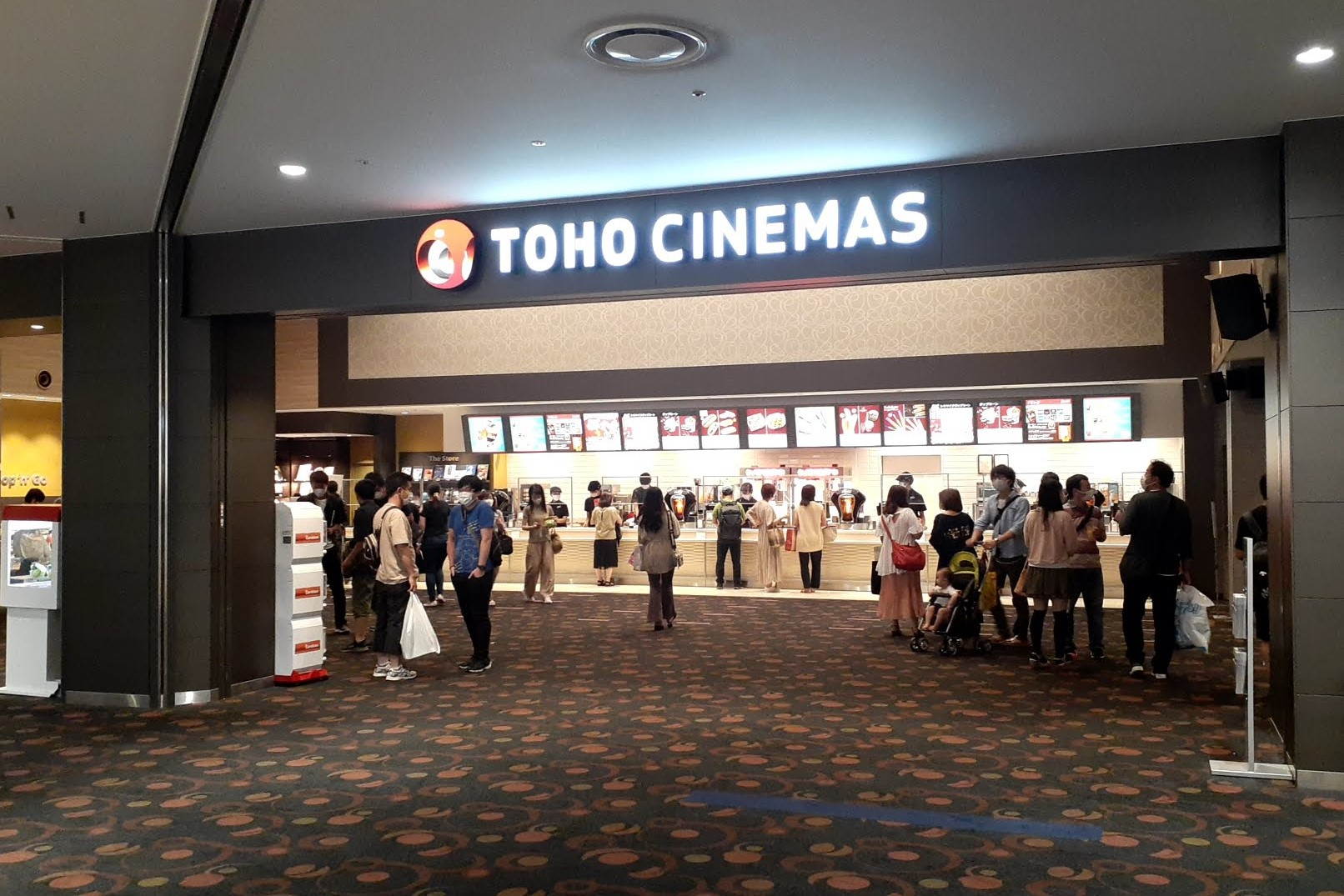
TOHOシネマズららぽーと船橋のコンセッション（2020年9月撮影）

1988年3月のシネシックス開館から2013年11月のTOHOシネマズ船橋ららぽーとの閉館まで約25年間南館で営業していたが、2013年11月22日に『TOHOシネマズららぽーと船橋』として西館3階へ移転した。運営・経営はTOHOシネマズであり、10スクリーン／1,861席（車椅子20席）を有する。
スクリーン4には劇場用としては日本国内初の次世代音響システム「ドルビーアトモス」が導入された。同時にTOHOシネマズ独自巨大規格スクリーン「TCX」が初採用となった。スクリーン1には「MediaMation MX4D」を導入。
| No. | 座席数 | 車椅子 | Size(m) | Size(m) | TCX | 備考  |
| No. | 座席数 | 車椅子 | 縦      | 横      | TCX | 備考  |
| --- | ------ | ------ | ------- | ------- | --- | ----- |
| 1   | 92     | 2      | 4.2     | 10.0    |     | MX4D  |
| 2   | 104    | 2      | 3.8     | 9.0     |     |       |
| 3   | 126    | 2      | 3.8     | 9.0     |     |       |
| 4   | 403    | 2      | 10.1    | 18.8    | ○   | Atmos |
| 5   | 313    | 2      | 7.5     | 17.7    |     |       |
| 6   | 100    | 2      | 3.9     | 9.2     |     |       |
| 7   | 248    | 2      | 6.4     | 15.2    |     |       |
| 8   | 99     | 2      | 3.8     | 9.0     |     |       |
| 9   | 248    | 2      | 6.4     | 15.2    |     |       |
| 10  | 128    | 2      | 4.1     | 9.8     |     |       |